# 膵液
膵液（すいえき、英語: Pancreatic juice）は、膵臓で分泌される体液（消化液）である。三大栄養素の全てを消化できる。
食後、膵管から十二指腸へと出る。
なお、膵液はアルカリ性である。

## 消化酵素
- アミロプシン（アミラーゼ） - デンプンを二糖類のマルトースにまで分解する。マルトースをグルコースに分解するマルターゼは小腸壁に存在する。アミラーゼは、唾液腺から分泌される唾液にも含まれている消化酵素である。
- ステアプシン（リパーゼ） - 胆汁で乳化された脂肪を脂肪酸とモノグリセリドに分解する。
- トリプシン・キモトリプシン - タンパク質（ペプトン）を消化する。トリプシノーゲン、キモトリプシノーゲンの形で分泌され、腸液のエンテロキナーゼの作用で活性化する。カルボキシペプチダーゼとも呼ばれる。
- ヌクレアーゼ - 核酸を分解する。